# Río Sacambaya
El río Sacambaya es un río boliviano perteneciente a la cuenca del río Amazonas, parte de la cuenca media del río Beni. Tiene una longitud de 37 kilómetros y tras unirse al río Negro, da lugar al río Cotacajes. Con sus fuentes, el sistema Sacambaya—Ayopaya—Leque—Tallija alcanza los 138 km (37+40+37+24). Es conocido por como, según la leyenda, albergaba un tesoro.

## Hidrografía
El río Sacambaya es la continuación del río Ayopaya, que toma este nombre al recibir a uno de sus afluentes el río Amutara (16°59′47″S 66°59′57″O / -16.99639, -66.99917). Desde ese punto el río discurre en dirección norte hasta encontrarse con uno de sus afluentes el río Negro (16°49′50″S 66°48′57″O / -16.83056, -66.81583) donde pasa a denominarse río Cotacajes.

## Leyenda de supuesto tesoro

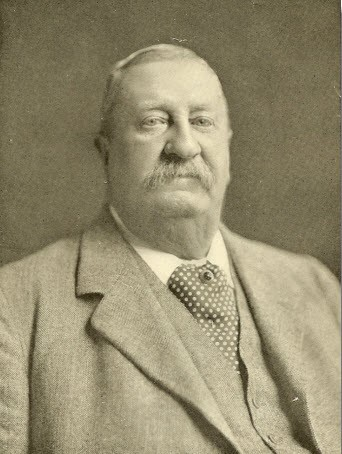
Cecil Hebert Prodgers.

Según la leyenda, el río Sacambaya albergaba un tesoro escondido por los misioneros jesuitas en 1745 antes de su expulsión de la zona.: 172  Cecil Prodgers, un veterano de la segunda guerra bóer, afirmó haber conocido estas leyendas a través de un documento que le entregó la familia de un anciano sacerdote jesuita. Según el documento, el oro se pudo encontrar en una colina empinada cubierta por un denso bosque. Supuestamente estaba marcado con una piedra en forma de huevo. Debajo de esta colina se decía que había una caverna que escondía el tesoro. El documento decía que se necesitaron quinientos hombres durante dos años y medio para cavar esta cueva, y que el oro mismo estaba protegido con un veneno lo suficientemente fuerte como para matar a un regimiento de hombres. Intentó excavar el sitio en 1905, sin embargo, este intento fracasó debido a que la temporada de lluvias impidió el trabajo. Regresó al año siguiente, en 1906, e intentó excavar el sitio con dinamita. Tuvo que abandonar el intento debido a síntomas médicos provocados por la inhalación de los vapores. Prodgers escribió un libro que describe sus experiencias en Bolivia, titulado: Adventures in Bolivia.
El Dr. Edgar Sanders, un aventurero suizo nacido en Rusia que residía en Londres, se obsesionó con encontrar este tesoro. Sanders se enteró inicialmente de la leyenda a través de un documento que le entregó Prodgers. Sanders afirmó que tenía el sitio cerca de una antigua colonia jesuita conocida como Inquisivi. También afirmó haber encontrado cientos de cráneos cerca, que según los nativos locales, pertenecían a esclavos nativos que trabajaron para cavar los túneles y fueron ejecutados para evitar que difundieran el conocimiento del oro. Sanders contrató a un científico alemán llamado Charles Gladitz para confirmar que había oro en el sitio. Posteriormente, Sanders realizó dos expediciones fallidas para encontrar el tesoro en 1925 y 1926. Contactaría con Alan Hillgarth, agente de la inteligencia británica y novelista de aventuras, en 1928. Sanders trabajó con Hillgarth para formar la Sacambaya Exploration Company, con el objetivo de encontrar el tesoro. Reclutaron a 24 hombres para su misión y se llevaron 40 toneladas de equipo para su expedición. Llegaron a la región en marzo y descubrieron que era una zona peligrosa con insectos, serpientes, temperaturas extremadamente altas durante el día y temperaturas extremadamente frías durante la noche. Esta expedición había sido abandonada en noviembre y la compañía se había disuelto en 1930.
En la década de 1960, Mark Howell y Tony Morrison hicieron otro intento de excavar Sacambaya. Llegaron con un «equipo de localización de distorsión de campo», que es un dispositivo similar a un detector de metales. Howell y Morrison sólo encontraron una placa de cobre trapezoidal, que potencialmente se originó en la expedición de Sanders. Después de un aguacero, Howell y Morrison cancelaron su expedición.